# Speak (album)
Speak är ett musikalbum med Lindsay Lohan från 2004. Trots att detta är Lindsays första album, har hon tidigare spelat in låtar för Freaky Fridays soundtrack och soundtracket till Tonårsliv. Albumet debuterade som nummer fyra på amerikanska Billboard 200-listan med 261 762 sålda exemplar. Idag har albumet sålts i över 1,5 miljoner exemplar.

## Låtlista
1. First - 3:26
2. Nobody 'Til You - 3:34
3. Symptoms Of You - 2:53
4. Speak - 3:43
5. Over - 3:35
6. Something I Never Had - 3:36
7. Anything But Me - 3:15
8. Disconnected - 3:31
9. To Know Your Name - 3:26
10. Very Last Moment In Time - 3:29
11. Magnet - 3:12
12. Rumors - 3:10

## Singlar
- Rumors
- Over
- First